# Elena Cecchini
Elena Cecchini (Udine, 25 de maio de 1992) é uma desportista italiana que compete em ciclismo nas modalidades de pista e rota. Ganhou duas medalhas de bronze no Campeonato Europeu de Ciclismo em Pista de 2014, nas provas de pontuação e scratch.
Em estrada estreiou como profissional em 2011 e tem obtido uma medalha de ouro no Campeonato Mundial de Ciclismo em Estrada de 2018 e uma medalha de prata no Campeonato Europeu de Ciclismo em Estrada de 2019.

## Medalheiro internacional
| Campeonato Europeu | Campeonato Europeu     | Campeonato Europeu | Campeonato Europeu |
| Ano                | Lugar                  | Medalha            | Competição         |
| ------------------ | ---------------------- | ------------------ | ------------------ |
| 2014               | Baie-Mahault ( França) | Medalha de bronze  | Pontuação          |
| 2014               | Baie-Mahault ( França) | Medalha de bronze  | Scratch            |

| Campeonato Mundial | Campeonato Mundial       | Campeonato Mundial | Campeonato Mundial         |
| Ano                | Lugar                    | Medalha            | Competição                 |
| ------------------ | ------------------------ | ------------------ | -------------------------- |
| 2018               | Innsbruck ( Áustria)     | Medalha de ouro    | Contrarrelógio por equipas |
| Campeonato Europeu |                          |                    |                            |
| Ano                | Lugar                    | Medalha            | Competição                 |
| 2019               | Alkmaar ( Países Baixos) | Medalha de prata   | Rota                       |

## Palmarés

### Pista
2011
- 2.ª no Campeonato da Itália Velocidade por Equipas (fazendo equipa com Monia Baccaille)
- 3.ª no Campeonato da Itália Scratch

2013
- 3.ª no Campeonato de Europa Perseguição por Equipas sub-23 (fazendo equipa com Beatrice Bartelloni, Maria Giulia Confalonieri e Chiara Vannucci)
- Aigle Pontuação
- Campeonato da Itália Pontuação
- Campeonato da Itália Perseguição por Equipas (fazendo equipa com Beatrice Bartelloni, Tatiana Guderzo e Marta Tagliaferro)

2014
- Campeonato Europeu Pontuação sub-23
- 3.ª no Campeonato Europeu Scratch sub-23
- 3.ª no Campeonato Europeu Pontuação
- 3.ª no Campeonato Europeu Omnium

### Estrada
2012
- Trophée d'Or Féminin, mais 1 etapa

2014
- Campeonato da Itália em Estrada
- 2.ª no Campeonato Europeu sub-23

2015
- 1 etapa do Festival Elsy Jacobs
- Campeonato da Itália em Estrada

2016
- Campeonato da Itália em Estrada
- Tour de Turingia feminino

2017
- 2.ª no Campeonato da Itália Contrarrelógio

2018
- 1 etapa do Tour de Turingia feminino
- Jogos Mediterrâneos Contrarrelógio
- Campeonato da Itália Contrarrelógio

2019
- 1 etapa do Tour de Turingia feminino
- 2.ª no Campeonato Europeu em Estrada
- Campeonato da Itália Contrarrelógio

## Resultados em Grandes Voltas e Campeonatos do Mundo
Durante a sua carreira desportiva tem conseguido os seguintes postos nas Grandes Voltas femininas e nos Campeonatos do Mundo em estrada:
| Carreira           | 2011  | 2012 | 2013 | 2014 | 2015 | 2016 | 2017 | 2018 | 2019 |
| ------------------ | ----- | ---- | ---- | ---- | ---- | ---- | ---- | ---- | ---- |
| Giro d'Italia      | -     | -    | Ab.  | -    | 24.ª | Ab.  | 18.ª | 56.ª | -    |
| Tour de l'Aude     | X     | X    | X    | X    | X    | X    | X    | X    | X    |
| Grande Boucle      | X     | X    | X    | X    | X    | X    | X    | X    | X    |
| Mundial em Estrada | 109.ª | 38.ª | -    | 55.ª | 18.ª | 90.ª | 10.ª | Ab.  | 24.ª |

-: não participa

Ab.: abandono

X: edições não celebradas

## Equipas
- Colavita-Forno d'Assolo (2011)
- MCipollini-Giambenini (2012)
- Faren (2013-2014)
  - Faren-Kuota (2013)
  - Estado de Mexico-Faren (2014)
- Lotto Soudal Ladies (2015)
- Canyon SRAM Racing (2016-2020)